# Conejos (Hidalgo)
Conejos es una localidad de México perteneciente al municipio de Atotonilco de Tula en el estado de Hidalgo.

## Geografía
Se encuentra en la región del Valle del Mezquital, a la localidad le corresponden las coordenadas geográficas 19° 58’ 29.66” de latitud norte y 99° 14’ 29.619” de longitud oeste, con una altitud de 2263 m s. n. m. Se encuentra a una distancia aproximada de 4.70 kilómetros al suroeste de la cabecera municipal, Atotonilco de Tula.
En cuanto a fisiografía se encuentra dentro de la provincia de la Eje Neovolcánico dentro de los límites de las subprovincias de Llanuras y Sierras de Querétaro e Hidalgo y Lagos y Volcanes de Anáhuac; su terreno es de lomerío. En lo que respecta a la hidrografía se encuentra posicionado en la región Panuco, dentro de la cuenca del río Moctezuma, en la subcuenca del río Salado. Cuenta con un clima semiseco templado.

## Demografía
En 2020 registró una población de 4705 personas, lo que corresponde al 7.53 % de la población municipal. De los cuales 2281 son hombres y 2424 son mujeres. Tiene 1249 viviendas particulares habitadas.
| Gráfica de evolución demográfica de Conejos entre 1900 y 2020                                |
|                                                                                              |
| Población de los censos y conteos del Instituto Nacional de Estadística y Geografía (INEGI). |

## Biblioteca
Cuenta con una biblioteca de más de dos mil ejemplares, de todos los niveles educativos, desde cuentos para niños, novelas literarias, diccionarios y enciclopedias hasta monografías generales y especializadas de Derecho (civil, mercantil, penal, constitucional, fiscal, romano, internacional privado, etc.), medicina, economía, filosofía, historia, negocios, finanzas, geografía, etc.

## Economía
La localidad tiene un grado de marginación medio y un grado de rezago social muy bajo.